# Lavalle (Catamarca-Santiago del Estero)
Lavalle es una localidad del noroeste argentino. Se encuentra dividida entre el departamento Santa Rosa de la provincia de Catamarca, y el departamento Guasayán de la provincia de Santiago del Estero. En Catamarca constituye una comuna del municipio de Santa Rosa (o Bañado de Ovanta).
Se encuentra en el cruce de la Ruta Nacional 64 y la Ruta Nacional 157.

## Geografía

### Población
Cuenta con 2,346 habitantes (Indec, 2010), lo que representa un descenso del 2,3% frente a los 2,403 habitantes (Indec, 2001) del censo anterior. 1,554 habitantes (Indec, 2010) estaban en la jurisdicción de Santiago del Estero y 792 habitantes (Indec, 2010) en Catamarca.
| Gráfica de evolución demográfica de Lavalle entre 1991 y 2010 |
|                                                               |
| Fuente: Censos nacionales del INDEC                           |

## Reseña histórica
Allá por el año 1700 existía en la región una estancia llamada “Pachaga” que era propiedad de las familias Capdevila y Aragón, los cuales tuvieron influencia directa en la conformación de la población de Lavalle, y vivían en lo que hoy es El Mangrullo.
Con el tendido de las vías del Ferrocarril General Belgrano, la Estancia Pachaga adopta el nombre de “Lavalle” en homenaje al Gral. Juan Galo Lavalle. El 26 de octubre de 1809 el poder ejecutivo dicta un decreto ordenando un estudio sobre la factibilidad de un trazado de las líneas del ferrocarril del Norte. El 17 de noviembre se efectúa la habilitación de dicho medio entre las estaciones de Lavalle y San Pedro. El 29 de agosto de 1857 con el silbato de La Porteña, se inicia el recorrido de este importante medio de transporte, generando en la región un movimiento económico y social trascendente en el país.

## Lavalle Catamarca

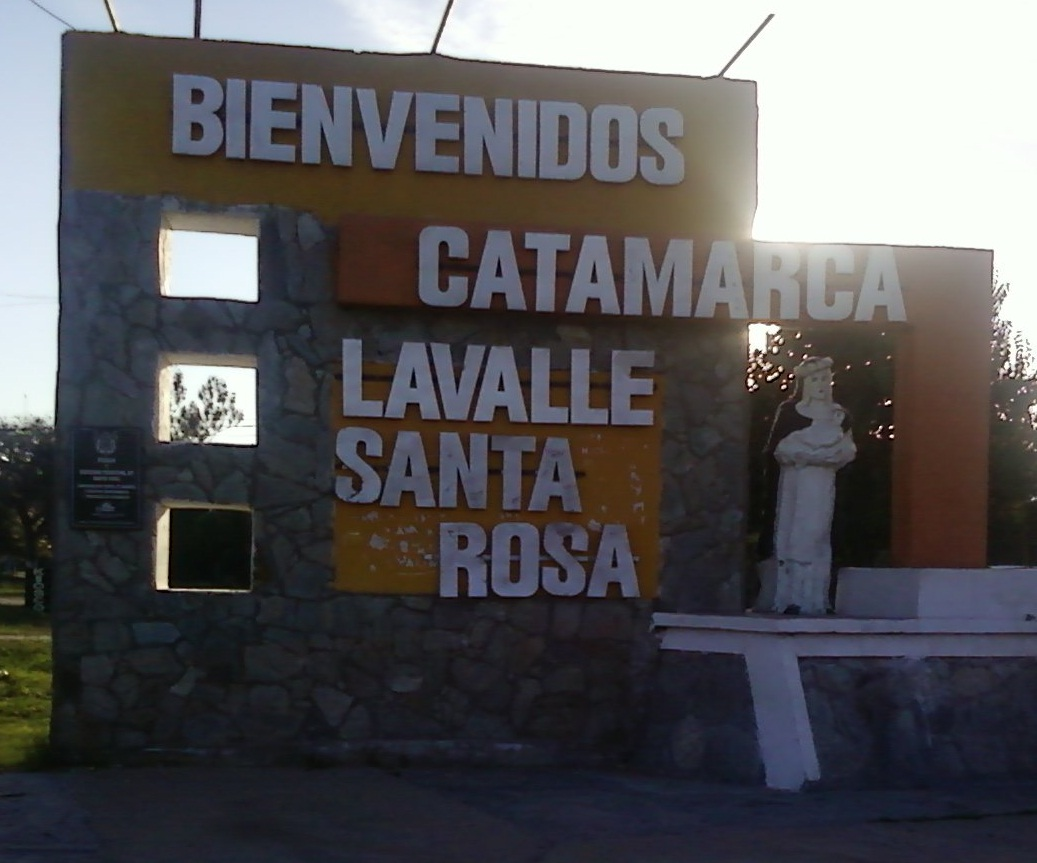
Entrada a Lavalle junto a las vías del Ferrocarril Belgrano

### Instituciones

#### Sub Comisaría Lavalle – Santa Rosa

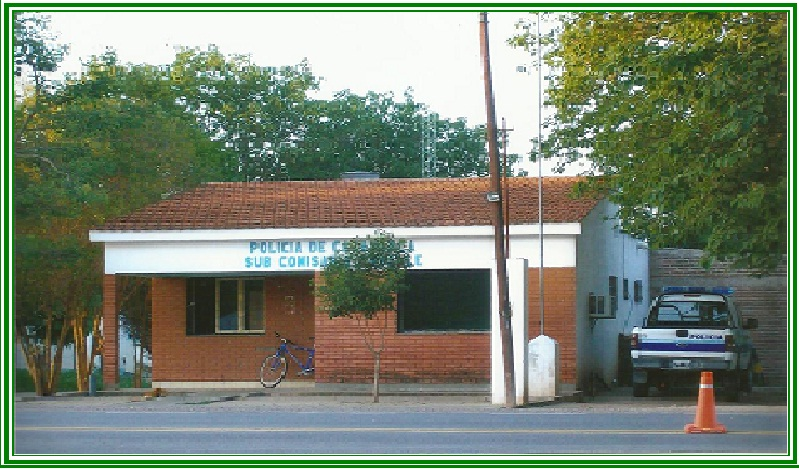
Sobre Ruta Nacional N.º 64

Al inicio de todo asentamiento poblacional, existe ya un personal policial, es lo que pasó en este caso. Los policías, por aquel entonces, se hospedaban en las casas de familia.
Por el año 1910, al crearse la Sala de Primeros Auxilios, el personal policial pasa a compartir con estos el edificio.
En el año 1950 comenzó a funcionar como destacamento policial en un edificio en la calle principal de la villa, frente al FCGB, proyecto del delegado municipal quien fue el primer Comisario del pueblo.
En 1977 por disposición del poder ejecutivo se designó el destacamento policial como Subcomisaría pasando a cumplir su función desde ese momento en el edificio donde actualmente funciona la Delegación Municipal local.
En 1992, por iniciativa del subcomisario Figueroa, se construye el nuevo y actual edificio sobre la Ruta Nacional N.º 64, siendo su primer jefe el Subcomisario Luis Cabrera.

#### Delegación municipal de Lavalle – Santa Rosa

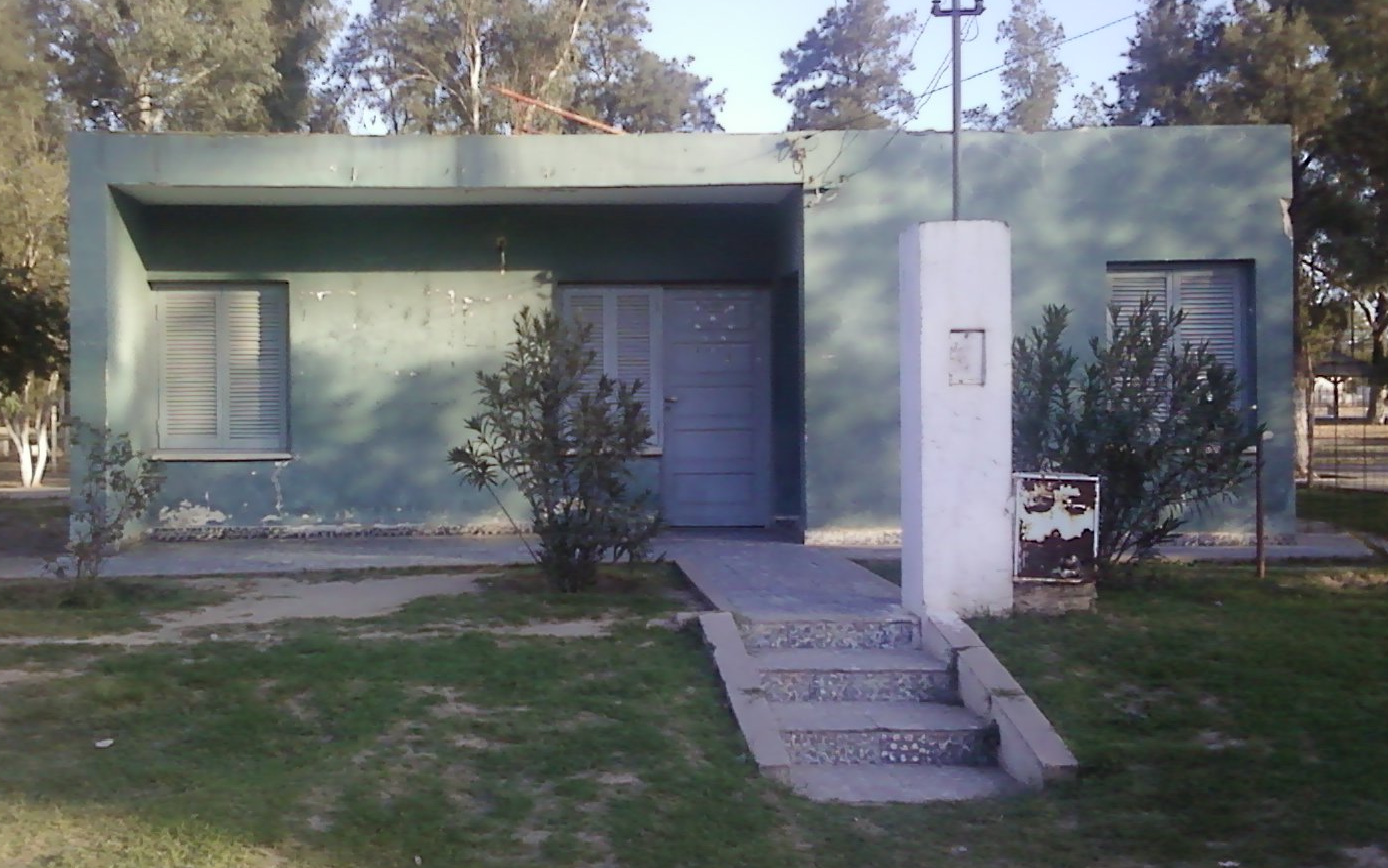
Edificio donde funciona la Delegación municipal de Lavalle - Santa Rosa

Los antecedentes históricos datan desde el año 1956, cuyo primer delegado fue el señor Ramón Delgado hasta el año 1957. En 1958 asume el cargo el Sr. Nicasio Márquez, quién al siguiente año es sucedido por el Sr. Martin Samez hasta 1973, luego reemplazado por el Sr. Sebastián Maturano.
Durante la gestión del Sr. Maturano, el gobernador de la provincia decretó una comisión de vocales integrada por la Sra. Dora Tello y el Sr. Erminio Leiva. En este período se realizaron las obras de construcción de los nuevos Baños Termales, así como la apertura de calles y caminos provinciales. 
En noviembre de 1975 se designa presidente de la Comisión municipal al Sr. Martin Villagra, quién renuncia al siguiente año, asumiendo interinamente el Sr. Erminio Leiva, quién en su mandato, gestionó y realizó las oficinas públicas, en 1953 ya como delegado municipal construye el primer matadero y provee de agua potable a distintos barrios. Se retira voluntariamente en 1995.
Interinamente, ocupa el cargo el Sr. Ramón Valdés, luego la Sra. Claudia Ibáñez y en 1998 ocupa el cargo de delegado municipal José Carabajal, quién permaneció en su cargo hasta diciembre de 2007. El mismo es sucedido por el profesor Daniel Vélez, luego es nombrado delegado comunal Manuel Leguizamón, quién se encuentra actualmente bajo el cargo.

#### Hospital de Lavalle Dr. Eduardo Ataliva Andrada

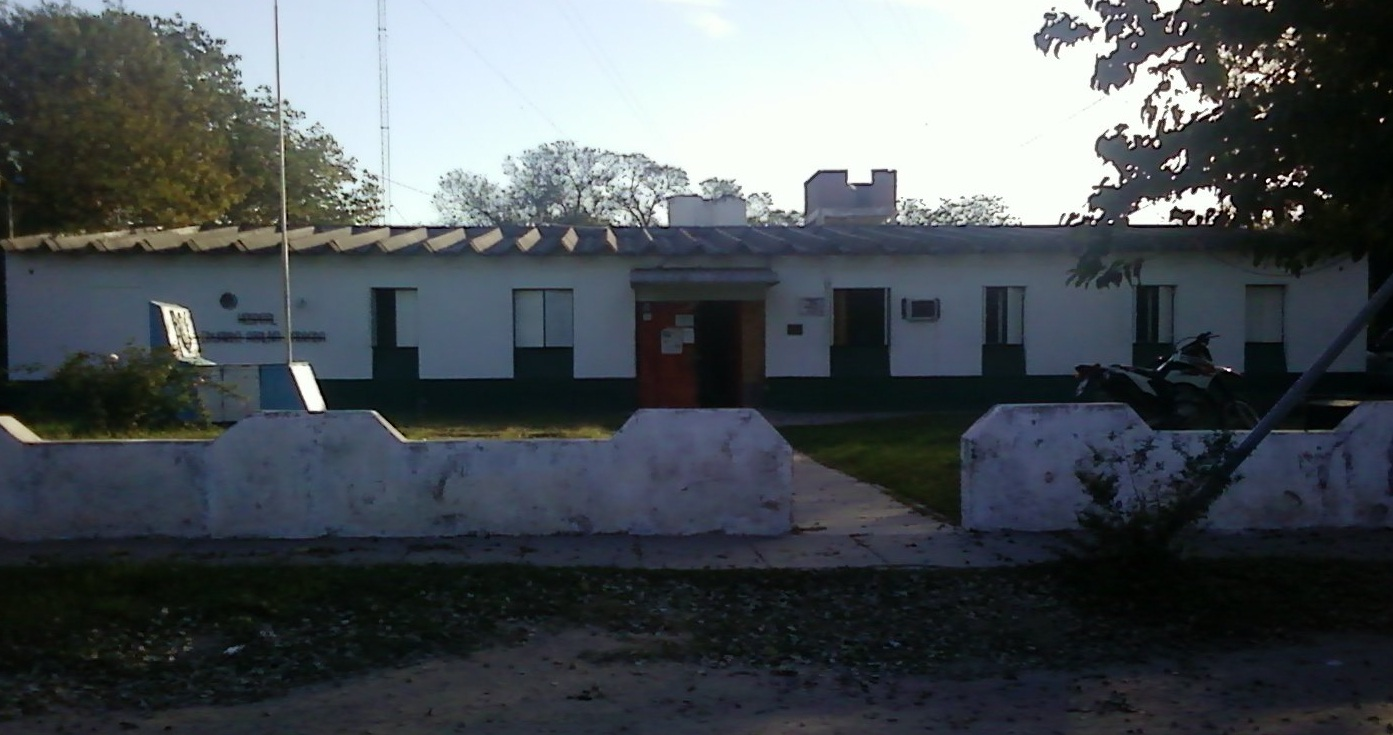
Hospital Zonal Santa Rosa

La asistencia sanitaria data del año 1905 a 1910 aproximadamente, cuando comienza a funcionar la sala de primeros auxilios, en el terreno donde años más tarde se construirían las instalaciones del hospital, compartiendo el espacio edilicio con instituciones como el registro civil y la policía.
El 9 de julio de 1980 se inaugura el Hospital Dr. Eduardo Ataliva Andrada, que lleva el nombre en honor al Dr. Andrada quién fuera el primer médico en asistir las necesidades sanitarias.
Al igual que él, dejaron sus huellas en el hospital diferentes profesionales como ser los doctores: Pirlo, Avaro, Roacio, Patini, Palacio, Brocal, Labiaguerre, Rosales, etc.
Este hospital funciona como cabecera del Área Programática N.º 6 cuya jurisdicción comprende 6 hospitales: Los Altos, Bañado de Ovanta, Alijilán, El Alto, Bilisman y Colonia de Achalco y más de treinta Postas Sanitarias.
En 2009 quedó inaugurada la ampliación del Hospital, que cuenta con nuevas Salas de Niños, de Mujeres, 2 Salas de Neonatología entre otros, convirtiéndolo así en un importante centro de salud en la zona.

#### Capilla Virgen del Valle y Señor de la Misericordia

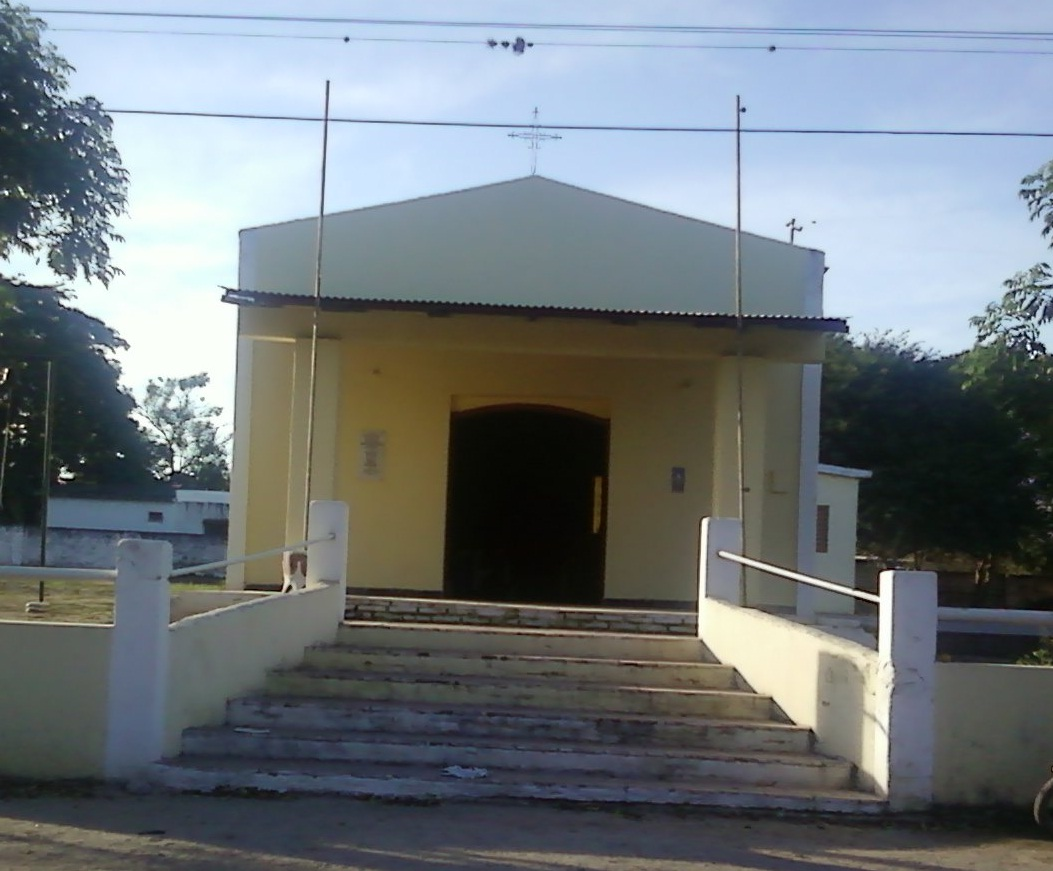
Actividades religiosas

Fue inaugurada el 1 de agosto de 1997. Desde el año 1987 se organizó una Comisión Pro Templo, con el objetivo de construir esta capilla.
Mientras se realizaban beneficios para recaudar fondos para su construcción, las misas se llevaban a cabo en el salón de la Escuela N.º 297 por el sacerdote Fray Guillermo Toloza.
Se recibieron aportes de personas vinculadas con el gobierno de Catamarca como así también de vecinos y pueblo en general.
Algunos presbíteros que dejaron sus huellas en la construcción de esta capilla fueron: Presbítero Héctor Salas, Presbítero Orquera, Presbítero Murua.
Al cumplirse los 10 años de su inauguración, por Decreto municipal, se estableció asueto para el pueblo el 1 de agosto.
Actualmente se enseña: Catequesis Familiar, Cursos de Monaguillos, Confirmaciones, Charlas de Bautismo y Casamiento, La Legión de María. 

#### EDECAT

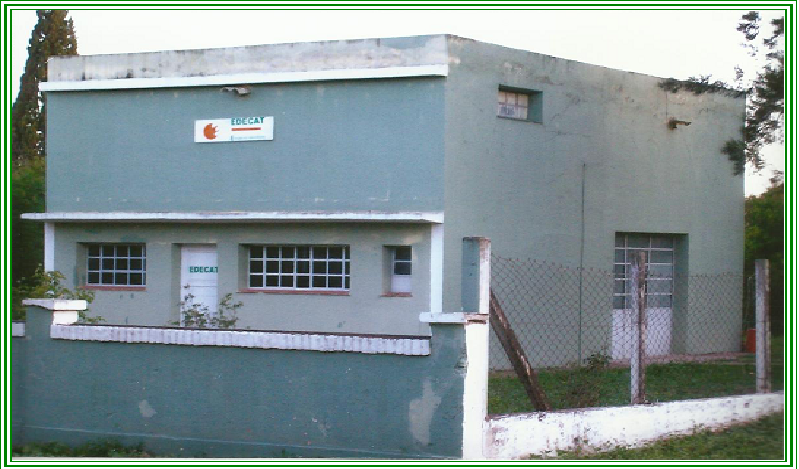
Sede local de distribución de energía eléctrica.

Aproximadamente en el año 1953 era llamada Agua y Energía de la nación, durante este período la energía eléctrica se distribuía en determinados horarios.
En 1960 paso a llamarse Dirección General de energía Eléctrica de la Provincia, ya con un mejor servicio puesto que se contaba con un generador de energía.
En 1980 pasó a ser DECA, con un poco más de tecnología, se usaban grupos electrógenos para brindar un mejor servicio a la comunidad.
El 5 de enero de 1993 la empresa se privatiza llamándose EDECAT hasta la actualidad, cuenta con los mejores medios para llevar un óptimo servicio a la sociedad.

#### Correo Argentino y Telecomunicaciones

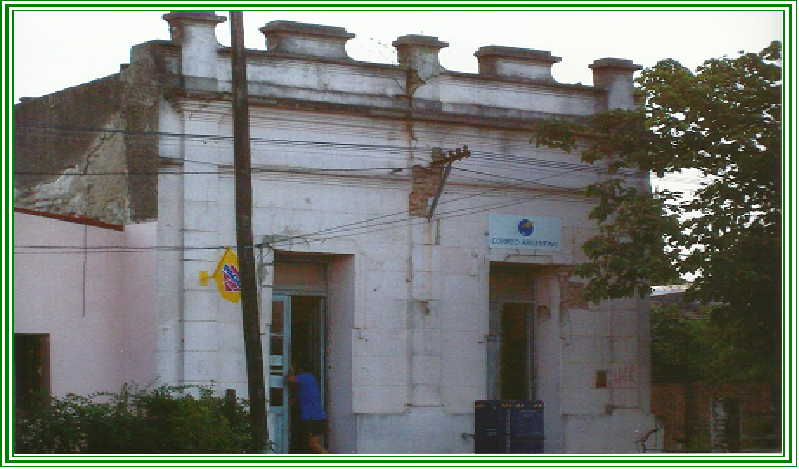
Correo Argentino. En él se encuentran los servicios de Pago Fácil y Western Union

Según testimonios verbales de antiguos pobladores de esta localidad, se pudo recopilar que el correo se ha iniciado en la década de los 50.
En sus comienzos funcionaba en el sector santiagueño aunque dependía de la provincia de Catamarca, y por ese tiempo se denominaba ENCOTEL.
No se conoce con exactitud la fecha en que se trasladó al edificio donde actualmente funciona, en el sector catamarqueño.
Actualmente ocupa el cargo de Jefe de Correo el Sr. Víctor Corbalán.
El correo brinda los servicios de Pago Fácil, Recargas Virtuales para celulares, Western- Union (giros), Boca de Pago a Jubilados y Pensionados y Asignaciones Familiares.

#### Baños termales

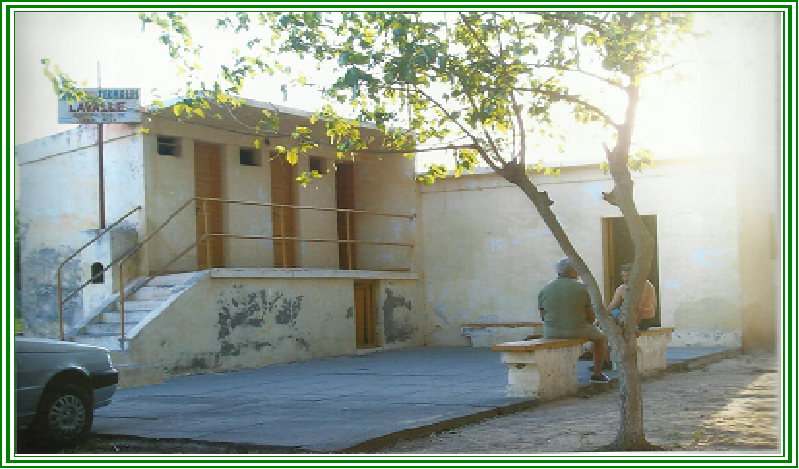
Baños Termales de nuestra localidad de Lavalle.

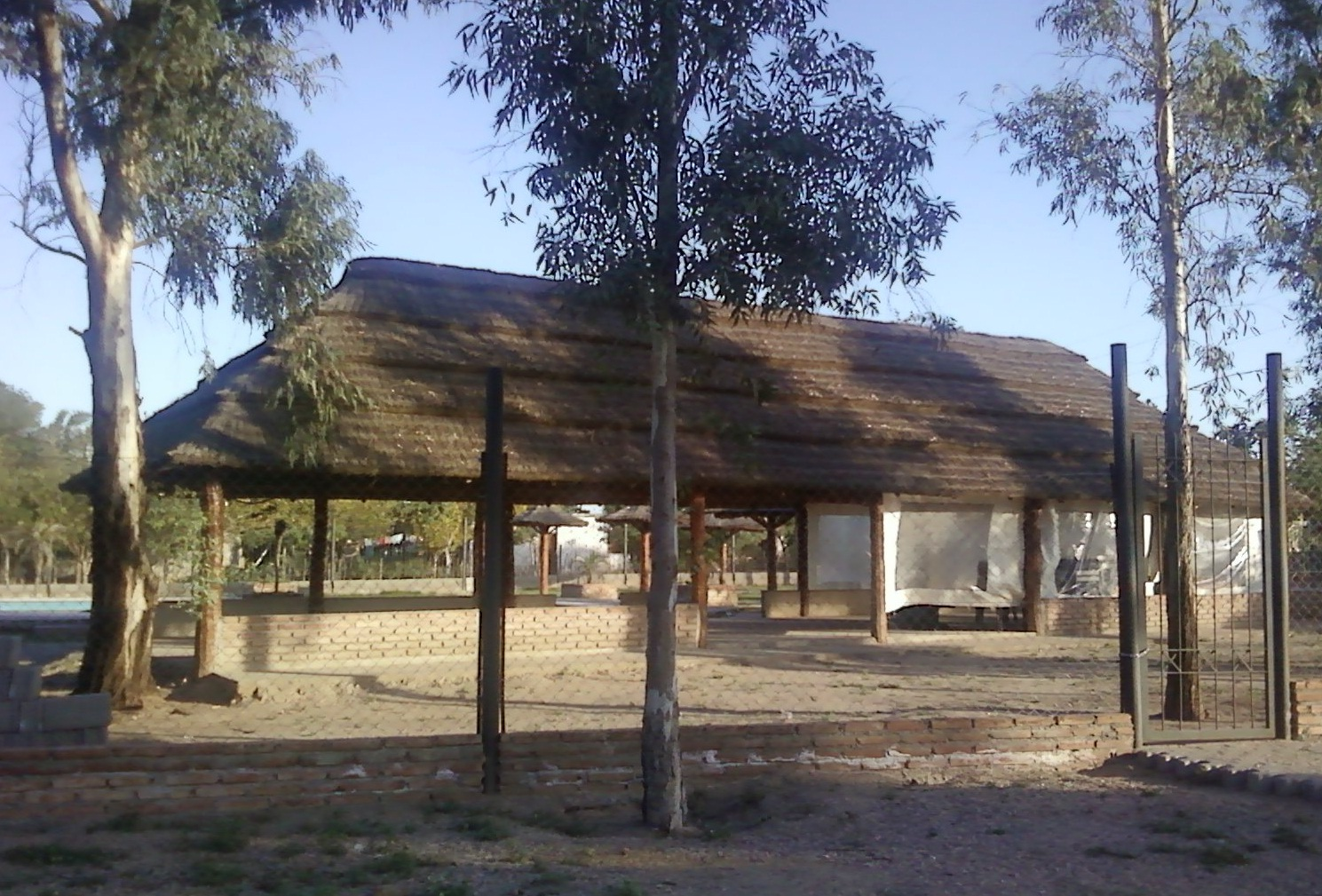
Lugar destinado a todo tipo de eventos

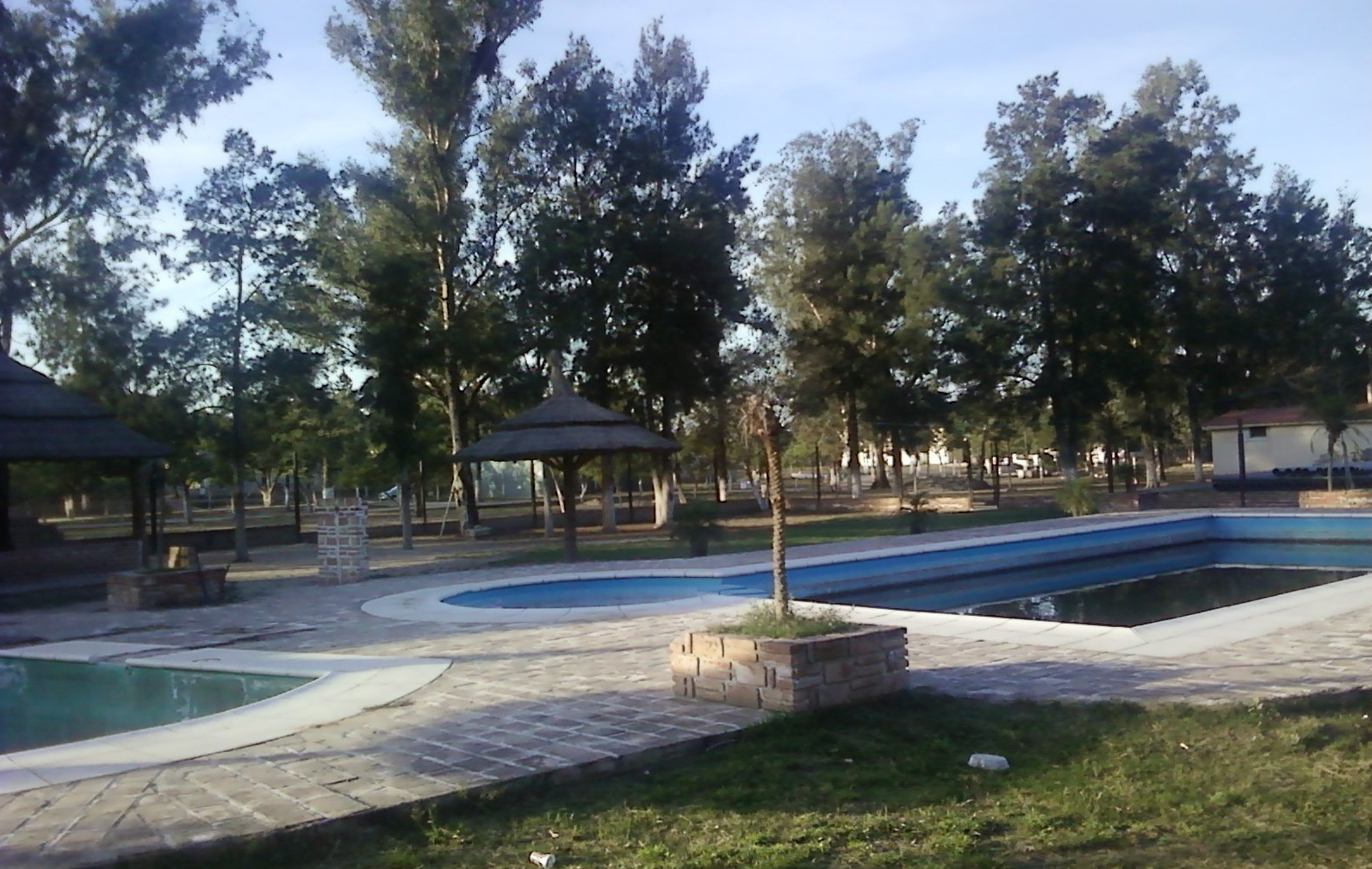
Piletas públicas

Las aguas termo minerales que brotan del suelo lavallense, habrían sido descubiertas por los propios incas, antes de la llegada de los españoles. El nombre que pusieron por aquel entonces fue “Yacuy Rapaj” que significa “Aguas calientes”.
Aproximadamente, en el año 1872, el ferrocarril realizó las primeras perforaciones que se encuentran en el sector santiagueño, el mismo posee tres pozos surgentes que no son utilizados en la actualidad.
Las perforaciones llevadas a cabo entre 1926 y 1929 se realizaron sobre la Ruta Nacional N.º 64, funcionando como baños termales hasta 1946. En ese entonces, se construyó una especie de pileta para verter el agua, donde las personas se introducían por una escalinata y tomaban baños de inmersión.
En 1973, se construyeron dos cuartos con duchas, lo cual fue demolido y refaccionado hasta 1994 cambiando cañerías y griferías de polipropileno por p.v.c. 
En los años 1973 y 1983 (época militar) se abandonó la obra, retomando su refacción y mantenimiento hasta 1994, culminando en su totalidad mediante la construcción de una ducha, baños de servicio, ante baños y un depósito (abajo), tres baños con piletas de inmersión (arriba).
Actualmente se construyeron dos piscinas, un quincho utilizado para fiestas y reuniones, bancos y mesadas, con el fin de promover el turismo y la recreación. Se cuentan con una serie de proyectos, que una vez puestos en marcha y culminados, convertirán los baños termales en un importante Centro Turístico y Recreativo en la zona.

#### Radio F.M. Horizonte
En enero de 1992 el COMFER  autoriza oficialmente la transmisión de F.M. Horizonte, aunque la misma ya funcionaba con anterioridad a esta fecha.
Su cobertura es de aproximadamente 20 km. Su primera frecuencia fue 97.1 luego en su oficialización quedó 95.1
Fue la primera radiodifusora del este catamarqueño y su primer director fue Luis Díaz quien diera comienzo a esta radio, luego le continuó su hermano Marcelo Díaz quien es su actual director.
Cabe destacar que la misma nace de la motivación de su primer director, junto a un grupo de jóvenes que lo incentivaron para llevar a cabo este gran anhelo.

#### Escuela provincial N.º 297

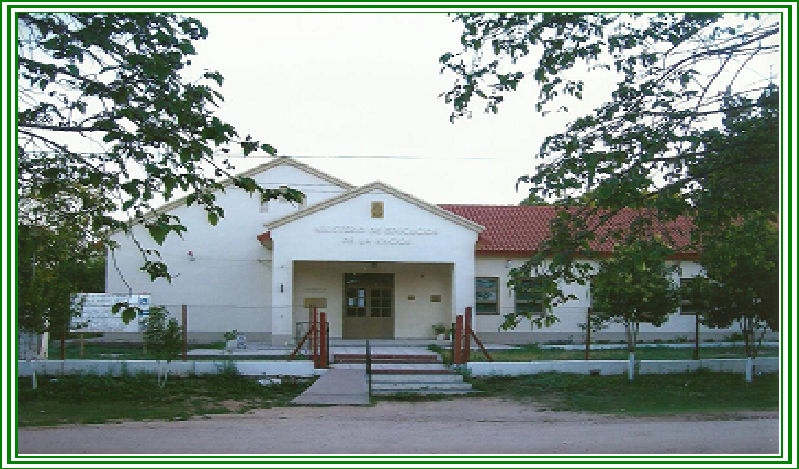
El establecimiento es compartido con la escuela secundaria N°64 Gdor. Juan Manuel Salas y con el Instituto de Estudios Superiores Santa Rosa

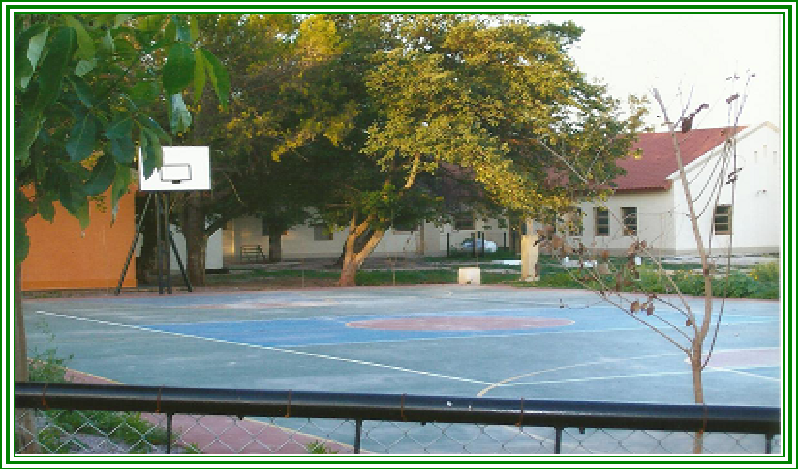
Playón destinado a la práctica de deportes, Educación Física.

En 1885 en virtud de los alcances de la Ley Láinez N.º 1.874, se creó la Escuela N.º 297 funcionando en una propiedad de la Sra. Zenaida de Capdevilla. La primera directora fue la Sra. Tomaza Breppe, luego la Sra. Peregrina Cayauri inicia su labor como docente. En 1952, se construye el edificio donde funciona actualmente. El establecimiento se encuentra ubicado sobre la Ruta Nacional N.º 64.
El 19 de julio de 1978 pasa a depender de la provincia de Catamarca con el nombre de escuela provincial N.º 297. En el año 1988 se gestiona el cambio de jornada simple a jornada completa, cuya gestión se ve concretada el 20 de marzo de 1988.
El 5 de agosto de 1998 comparte el edificio con el Instituto de Estudios Superiores, con la carrera de Profesorado para la enseñanza Primaria, funcionando en el turno noche. Su Rector, el Prof. Carlos C. Herrera. Actualmente se dictan los Profesorados de Matemática para Secundario y Nivel Inicial.
En el año 1999, se implementa el tercer ciclo de E.G.B. III. En el año 2002 se crea el polimodal N.º 64 Gobernador Juan Manuel Salas Anexo Lavalle, funcionando en el edificio de la Escuela provincial N.º 297. 
En septiembre de 2007, se inauguraron las refacciones de la escuela, como así también la remodelación del jardín de infantes y la construcción de un playón deportivo.

#### Escuela Secundaria N.º 64 Gobernador Juan Manuel Salas – Anexo Lavalle
Comparte el edificio con la escuela provincial N.º 297. Fue creado el 2 de abril de 2002, dependiendo de la Escuela Secundaria G.J.M.S de Bañado de Ovanta .
Funciona en el horario vespertino, de 14 a 19. 
Es una institución permeable.

#### Instituto de Estudios Superiores Santa Rosa (Sede Lavalle)
El 5 de agosto de 1998 se produce la fusión del IES de Lavalle con el IES de Los Altos, pasándose a llamar IES Santa Rosa.
La sede Lavalle comparte el edificio con la escuela provincial N.º 297.
En un principio brindaba la carrera de Profesorado en la Enseñanza Primaria, actualmente, otorga el título de Profesorado Secundario en Historia y la Tecnicatura en Turismo en Sede Lavalle, Profesorado de Biología y Tecnicatura en Administración Pública en Sede Los Altos. En el año 2012, abre sus puertas en la localidad de Bañado de Ovanta con la carrera de Profesorado Secundario en Matemática, en la que actualmente se dicta la carrera de Profesorado Secundario en Geografía.